# Førslev Sogn
Førslev Sogn er et sogn i Næstved Provsti (Roskilde Stift).
I 1800-tallet var Førslev Sogn et selvstændigt pastorat. Det hørte til Øster Flakkebjerg Herred i Sorø Amt. Førslev sognekommune blev ved kommunalreformen i 1970 indlemmet i Fuglebjerg Kommune, der ved strukturreformen i 2007 indgik i Næstved Kommune.
I Førslev Sogn ligger Førslev Kirke.
I sognet findes følgende autoriserede stednavne:
- Arløse (bebyggelse, ejerlav)
- Arløse Skovhuse (bebyggelse)
- Arløse Torp (bebyggelse, ejerlav)
- Arløsegård (bebyggelse)
- Førslev (bebyggelse, ejerlav)
- Førslevgård (ejerlav, landbrugsejendom)
- Hesbjerg (bebyggelse)
- Højbjerg (bebyggelse, ejerlav)
- Højbjerg Overdrev (bebyggelse)
- Krogen (bebyggelse)
- Lundshøj (bebyggelse)
- Palmevænge (bebyggelse)
- Petersminde (landbrugsejendom)
- Ryholmshuse (bebyggelse)
- Røgeskov (bebyggelse)
- Sneslev (bebyggelse, ejerlav)
- Sneslev Overdrev (bebyggelse)
- Stensnare (bebyggelse)
- Storevænge (areal)